# Массив Монжа
В математике массивы Монжа или матрицы Монжа — это объекты, названные по имени открывателя, французского математика Гаспара Монжа.

## Определение
Говорят, что m-на-n матрица является массивом Монжа, если для всех {\displaystyle \scriptstyle i,\,j,\,k,\,\ell }, таких, что
{\displaystyle 1\leq i<k\leq m} и {\displaystyle 1\leq j<\ell \leq n}
имеет место
{\displaystyle A[i,j]+A[k,\ell ]\leq A[i,\ell ]+A[k,j].}
Таким образом, для любых двух строк и любых двух столбцов массива Монжа (2 × 2 подматрицы) четыре элемента на точках пересечения имеют свойство, что сумма верхнего левого и нижнего правого элементов (по главной диагонали) меньше или равна сумме нижнего левого и верхнего правого элементов (по антидиагонали).
Эта матрица является массивом Монжа:
{\displaystyle {\begin{bmatrix}10&17&13&28&23\\17&22&16&29&23\\24&28&22&34&24\\11&13&6&17&7\\45&44&32&37&23\\36&33&19&21&6\\75&66&51&53&34\end{bmatrix}}}
Например, возьмём пересечение строк 2 и 4 со столбцами 1 и 5.
Четыре элемента на пересечениях образуют матрицу:
{\displaystyle {\begin{bmatrix}17&23\\11&7\end{bmatrix}}}
17 + 7 = 24
23 + 11 = 34
Сумма элементов по главной диагонали меньше суммы элементов по антидиагонали.

## Свойства
- Вышеприведённое определение эквивалентно утверждению

Матрица является массивом Монжа тогда и только тогда, когда {\displaystyle A[i,j]+A[i+1,j+1]\leq A[i,j+1]+A[i+1,j]} для всех {\displaystyle 1\leq i<m} и {\displaystyle 1\leq j<n}.
- Любой подмассив, полученный отбором определённых строк и столбцов из начального массива Монжа, снова будет массивом Монжа.

- Любая линейная комбинация с неотрицательными коэффициентами массивов Монжа будет массивом Монжа.

- Есть одно интересное свойство массивов Монжа. Если обвести кружками минимальный элемент каждой строки (если несколько одинаковых, выбираем самый левый), вы увидите, что кружки перемещаются вниз и направо. То есть, если {\displaystyle f(x)=\arg \min _{i\in \{1,\ldots ,m\}}A[x,i]}, то {\displaystyle f(j)\leq f(j+1)} для всех {\displaystyle 1\leq j<n}. Симметрично, если выбрать (первый сверху) минимум в каждом столбце, кружки будут перемещаться направо и вниз. При выборе максимальных значений кружки перемещаются в противоположных направлениях — вверх направо и вниз налево.
- Любой массив Монжа полностью монотонен, что означает, что минимальные элементы строк идут в неубывающем порядке столбцов, и то же самое свойство верно для любого подмассива. Это свойство позволяет найти быстро минимумы в строках с помощью алгоритма SMAWK[англ.].

## Связанные определения
- Было предложено понятие слабого массива Монжа — это квадратная n-на-n матрица, которая удовлетворяет свойству Монжа {\displaystyle A[i,i]+A[r,s]\leq A[i,s]+A[r,i]} только для всех {\displaystyle 1\leq i<r,s\leq n}.
- Матрица Монжа — это просто другое название для субмодулярной функции от двух дискретных переменных. A является матрицей Монжа тогда и только тогда, когда A[i,j] является субмодулярной функцией от переменных  i,j.
- n-на-n матрица A называется антиматрицей Монжа, если она удовлетворяет неравенству {\displaystyle A[i,j]+A[r,s]\geq A[i,s]+A[r,j]} для всех {\displaystyle 1\leq i<r\leq n} и {\displaystyle 1\leq j<s\leq n}

(это неравенство называется антинеравенством Монжа).

## Приложения
- Квадратная матрица Монжа, которая также симметрична относительно главной диагонали, называется матрицей Сапника (по имени Фреда Сапника)[4]. Такие матрицы применяются для решения задачи коммивояжёра (а именно — эта задача легко решается, если матрицу расстояний можно представить как матрицу Сапника). Заметим, что любая линейная комбинация матриц Сапника снова является матрицей Сапника.